# 金村良祐
金村 良祐（かねむら りょうすけ、1993年6月26日 - ）は、日本の元ラグビー選手。

## プロフィール
- 大阪府出身[1]。
- ポジションはセンター(CTB)。
- 身長 177cm、体重 88kg

## 略歴
2012年、常翔啓光学園高校卒業後、帝京大学に入る。なお常翔啓光学園高校時代、副将を務めたことがある
2017年、NECグリーンロケッツに加入。
2021年、現役を引退した。